# Helcogramma inclinata
Helcogramma inclinata es una especie de pez de la familia Tripterygiidae en el orden de los Perciformes.

## Morfología
• Los machos pueden llegar alcanzar los 4,6 cm de longitud total.

## Hábitat
Es un pez de mar  y de clima subtropical  que vive hasta los 9 m de profundidad.

## Distribución geográfica
Se encuentran en las Islas Ryukyu, Taiwán y Filipinas.